# La Campanella
La Campanella (Klokken) er en etude for klaver skrevet af Franz Liszt i 1838. Det er den tredje etude i en serie kaldt Grandes Etudes de Paganini, som er etuder baseret på melodier af Paganini. La Campanella er baseret på Paganinis violinkoncert i B-mol. Det er et programmatisk værk, som skildrer den ringende lyd af en lille klokke. Den er skrevet i G#-mol.
Etuden er et studie i tonespring på mere end en oktav. Enkelte steder springer højrehånden mellem to 16-delsnoder med en afstand på mere end to oktaver. Tempoet er allegretto. Selvom dette er hovedudfordringen i stykket, støder man også på andre vanskeligheder. Eksempler er triller for fjerde og femte finger, springende triller, hurtige kromatiske skalaer og oktaver samt gentagne 32-delsnoder.
Etuden starter stille og roligt og bygges gradvist op mod slutningen.